# El Saucito, General Pánfilo Natera
El Saucito är en ort i Mexiko.   Den ligger i kommunen General Pánfilo Natera och delstaten Zacatecas, i den centrala delen av landet, 500 km nordväst om huvudstaden Mexico City. El Saucito ligger 2 128 meter över havet och antalet invånare är 3 190.
Terrängen runt El Saucito är huvudsakligen platt, men åt nordväst är den kuperad. Runt El Saucito är det ganska tätbefolkat, med 52 invånare per kvadratkilometer. Närmaste större samhälle är General Pánfilo Natera, 7,5 km söder om El Saucito. Omgivningarna runt El Saucito är i huvudsak ett öppet busklandskap.